# Braunschweig (pommersches Adelsgeschlecht)

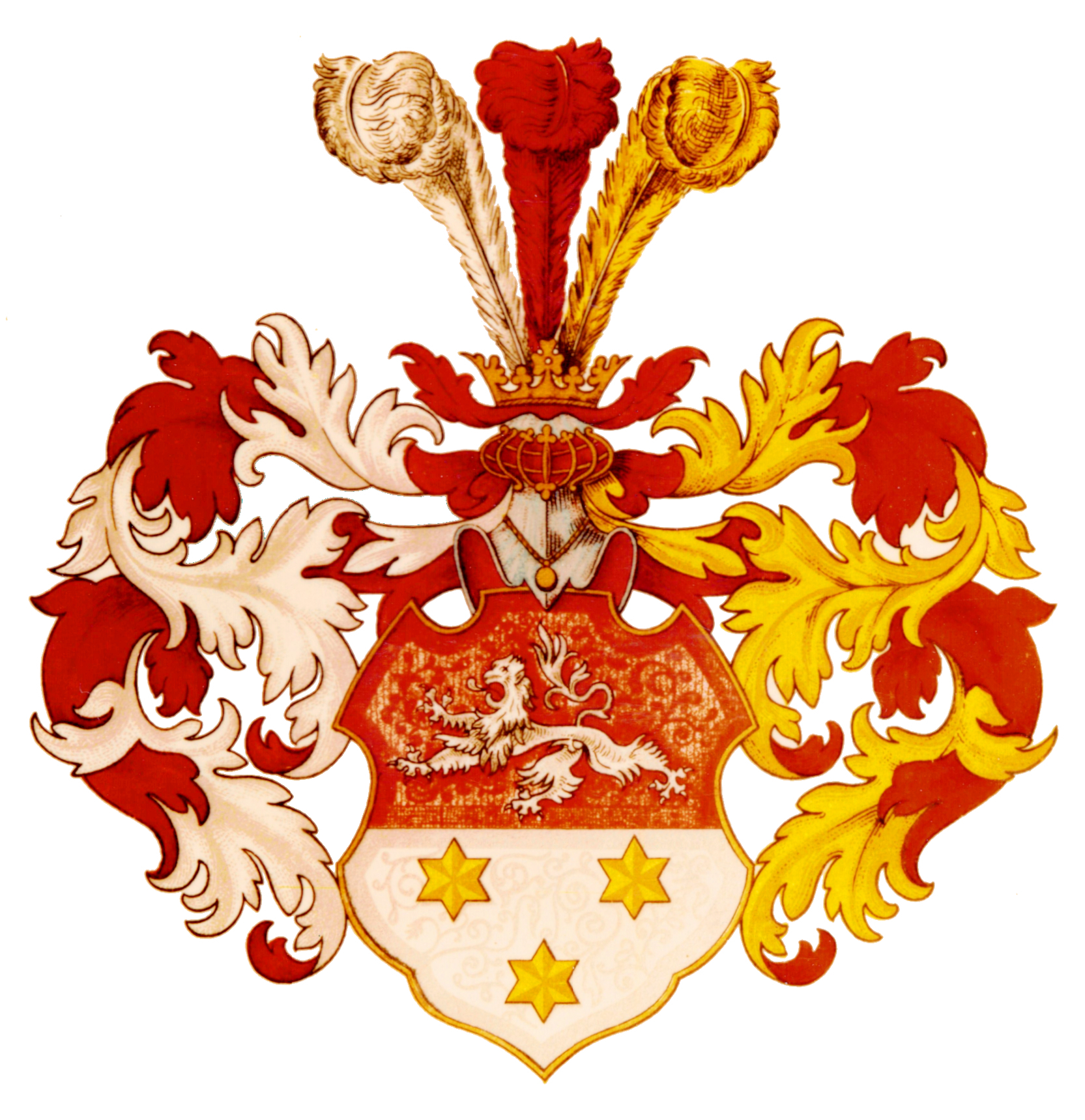
Wappen derer von Braunschweig

Braunschweig (historisch auch: Brunswiek, Brunschweig, Braunswigk) ist der Name eines Kolberger Stadt- und pommersch-preußischen Adelsgeschlechts.
Es besteht keine Verwandtschaft mit dem braunschweigischen Herzoghaus oder mit dem im 14. Jahrhundert blühenden Breslauer Patriziergeschlecht von Braunschweig.

## Geschichte

### Mecklenburg
Die Braunschweigs sind möglicherweise aus Mecklenburg zugezogen. Dort sind seit der deutschen Landnahme Namensträger bekannt. So wurde 1282 ein Johannes als getreuer Anhänger und Freund des Klosters Doberan, 1283 ein anderer Johannes als Ratmann in Rostock genannt. Auch in Wismar, Stralsund und Stargard gab es Namensträger.

### Pommern
Das Geschlecht von Braunschweig gehörte in Kolberg zu den Sülzverwandten respektive Salzjunkern. Die Familie erscheint in Kolberg erstmals 1292 mit Johann von Braunschweig, der in diesem Jahr als Bürger, zwei Jahre später als Ratmann genannt wird. 
Die gesicherte Stammreihe beginnt erst mit Barnim Brunschweig (* um 1430), der Stadtkämmerer in Kolberg war. Die früheren Generationen sind in ihrer Abstammung nicht urkundlich belegt.
Am 1. Juli 1570 erhielten die Brüder Simon, polnischer Generalfiskal, sowie Jürge (Georg) und David Braunschweig in Kolberg in Warschau eine Adelsbestätigung mit Wappenmehrung. Am 12. Oktober 1648 erging in Wien die kaiserliche Adels- und Wappenbestätigung für die Nachkommen der genannten durch Kaiser Ferdinand III. Die kurbrandenburgische Anerkennung durch Kurfürst Friedrich Wilhelm von Brandenburg erfolgte am 20. April 1668.
In Pommern, in der Neumark und in Preußen hatte die Familie zeitweise zahlreiche Landgüter, nach denen einzelne Linien der Familie benannt werden, besessen. Dazu zählten Beustrin (vom 17. Jh. bis ins 18. Jh.), Falkenberg (um 1800), Zackenzin (1864 bis vor 1905), Dolgenow (um 1800), Gaartz (im 17. Jh.), Jagów (ca. 1700–1775), Karnitz (um 1700), Carvin (anteilig; 1776 bis ca. 1800), Kloxin (im 17. Jh.), Clötzin (1654 bis ins 19. Jh.), Kriewen - Zamosten (1862–1864), Lesnian (erste Hälfte des 19. Jh.), Lübzow (1860–1945), Lissomitz (erste Hälfte des 19. Jh.), Marrin (im 18. Jh.), Moltow (1801–1945), Moritzow (um 1700), Neides (um 1700), Nessin (im 18. Jh.), Schönhagen (um 1700), Groß Perlin (im 19. Jh.), Heinrichsfelde (im 19. Jh.), Plönzig (im 17. Jh.), Klein Ploboth (ca. 1800–1866), Groß Podel (1856–1945), Brenkenhofsthal (um 1800), Priddargen (um 1800), Groß Rambin (1752–1756), Ravenstein (1651–1707), Pflugrade (um 1700), Rosenfelde (im 17. Jh.), Runow (im 18. Jh.), Standemin (1871–1945), Alt Klücken (ca. 1775 bis ca. 1813), Winningen (im 18. Jh.), Baumgarten (im 18. Jh.), Lustebuhr (um 1800), Wollin (1878–1945), Segenfelde (Mitte des 18. Jh.) und Sorchow (1796–1945).

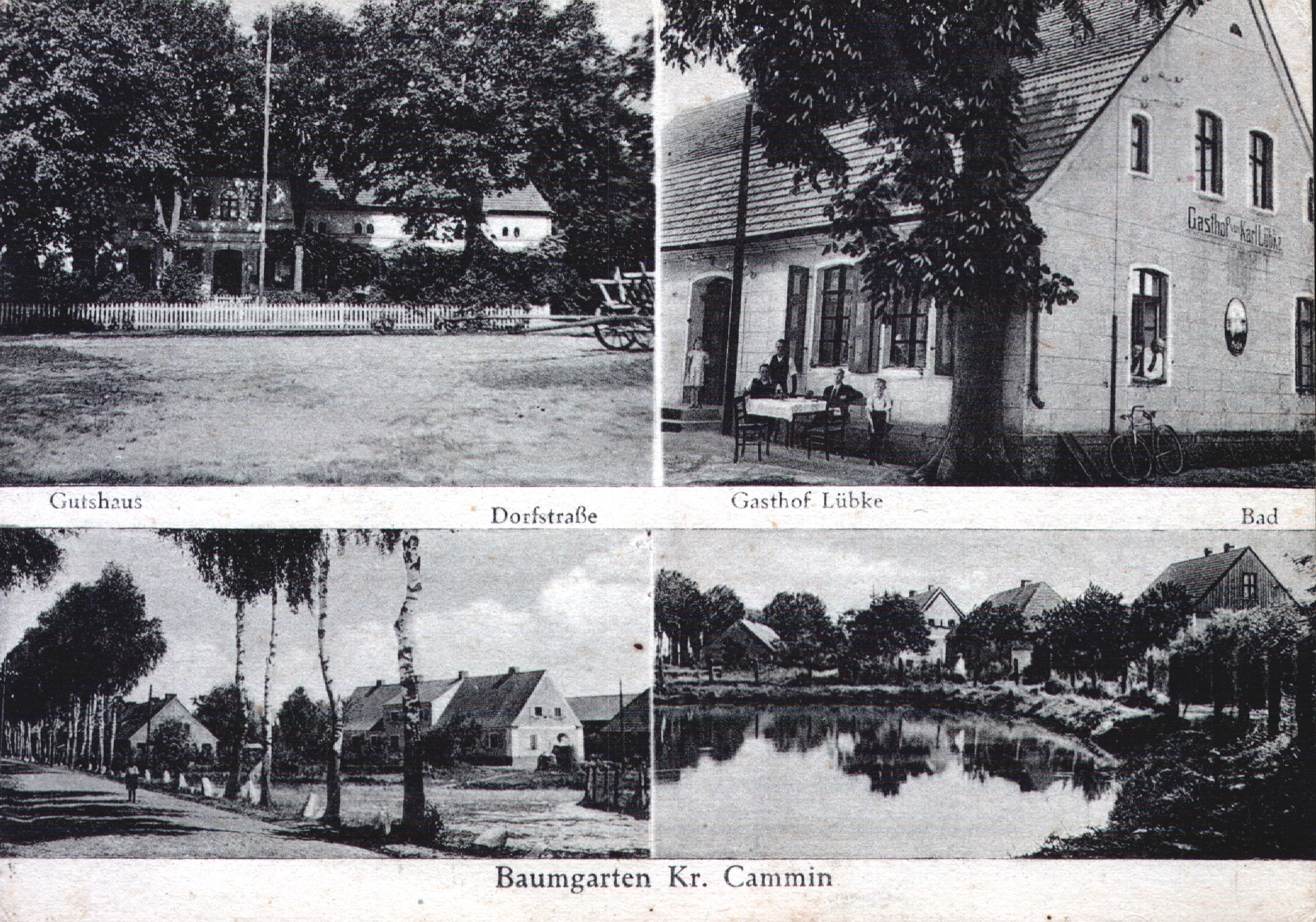
Baumgarten
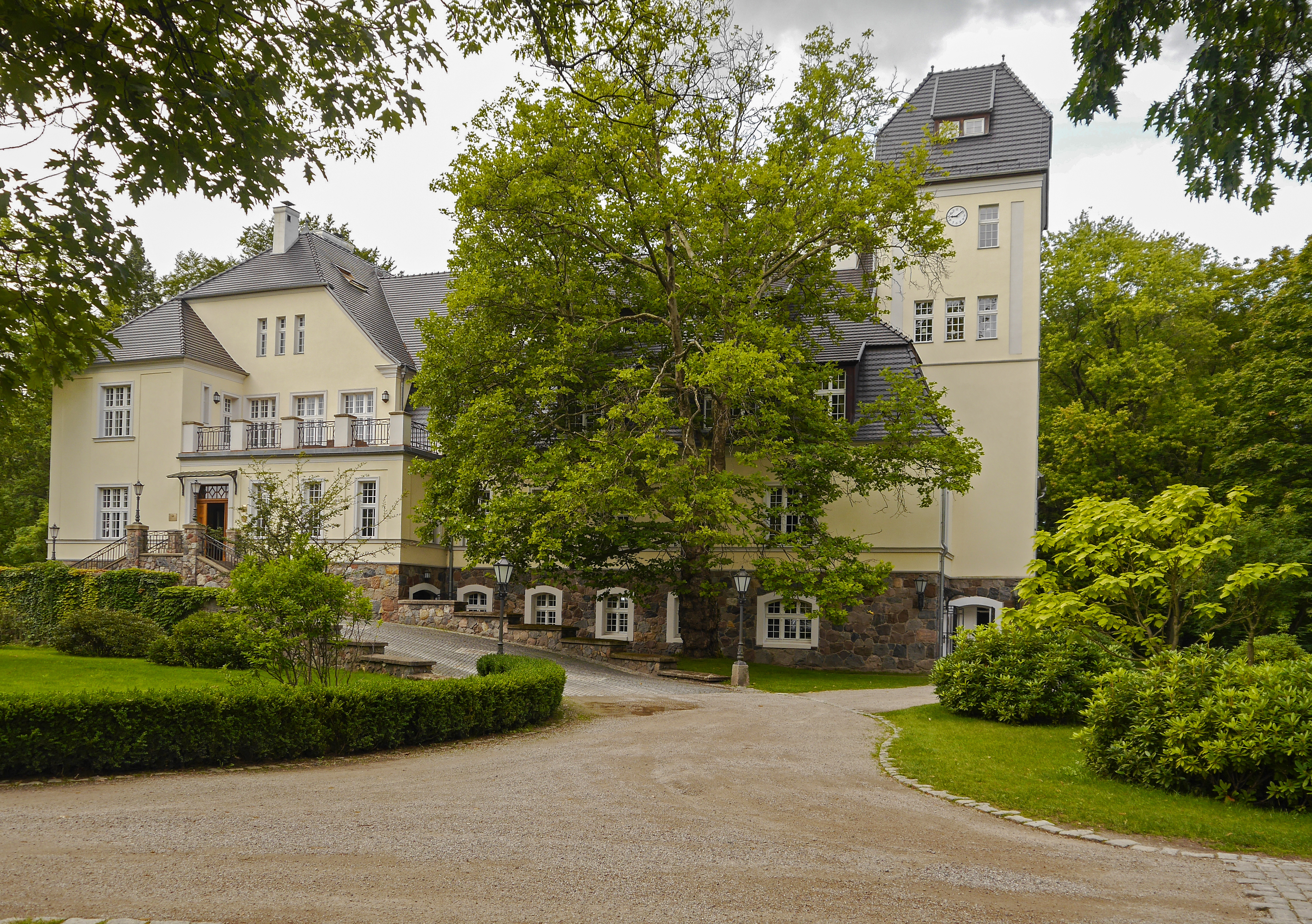
Ehemaliges Gutshaus Zackenzin
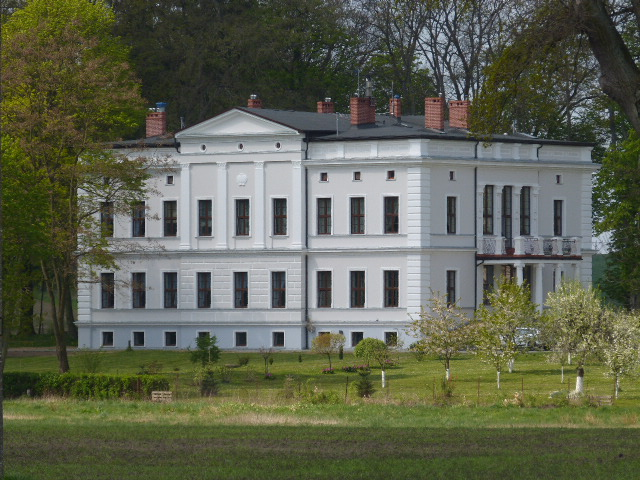
Ehemaliges Herrenhaus Moltow
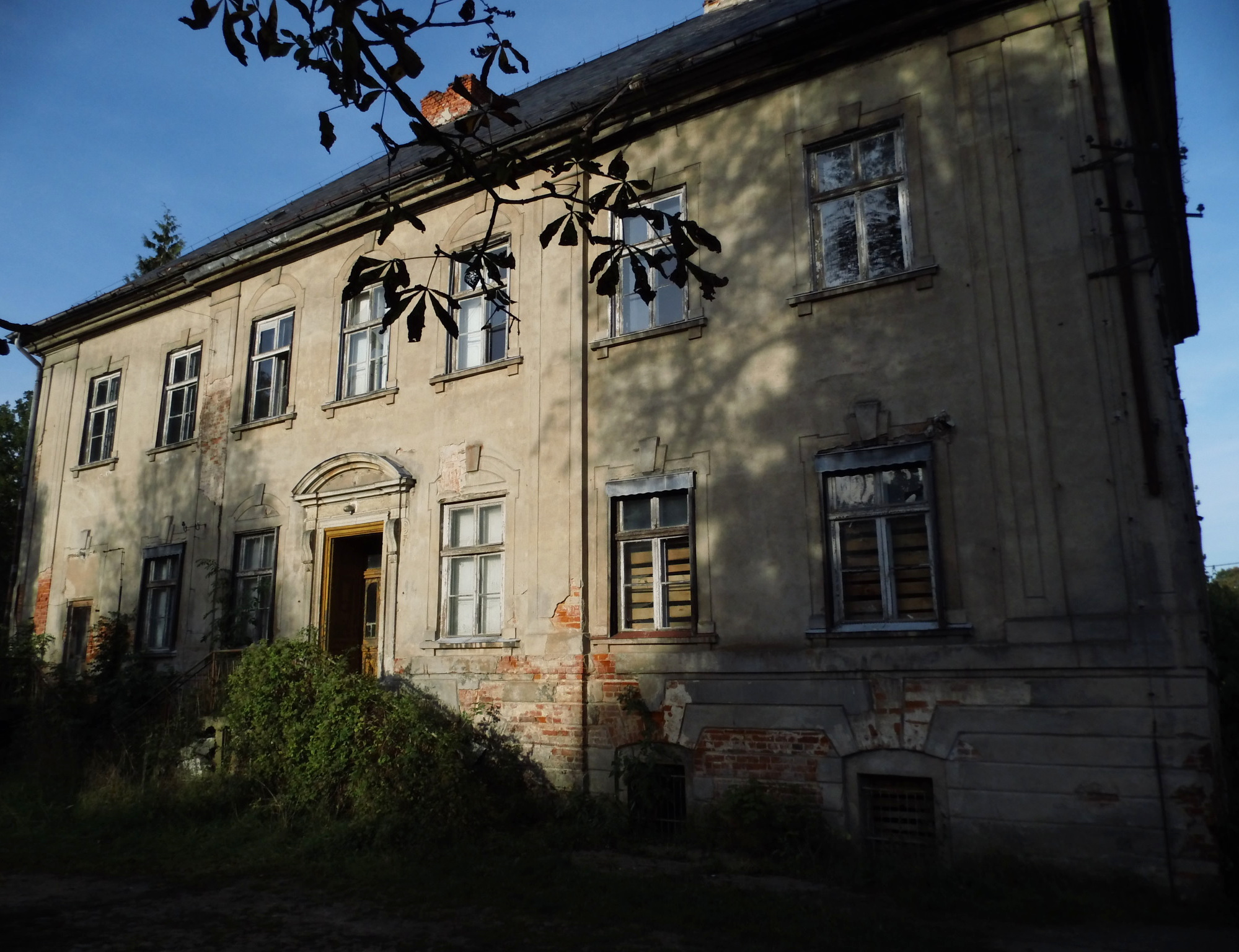
Ehemaliges Herrenhaus Jagow
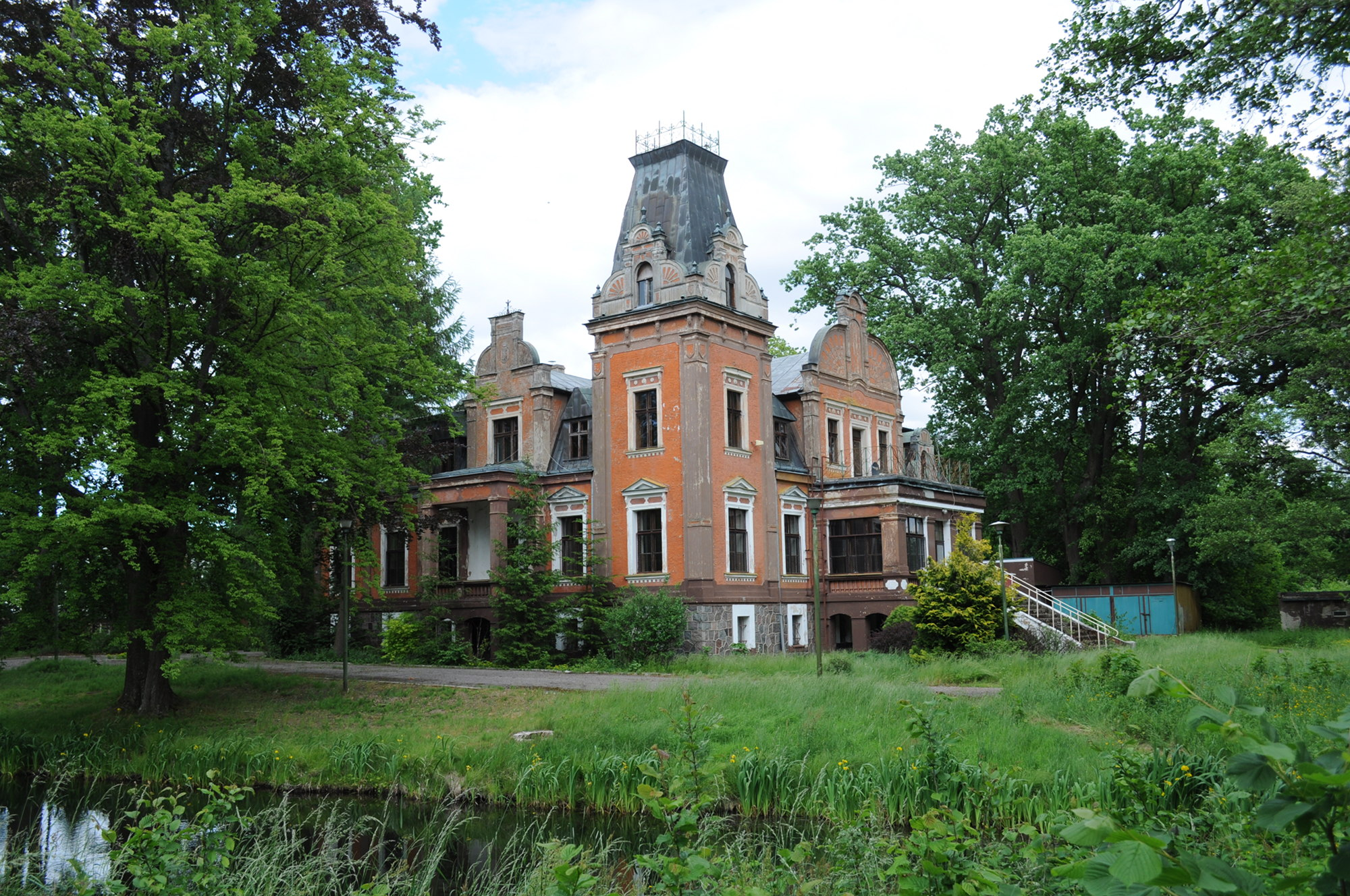
Ehemaliges Herrenhaus Lübzow
Ehemaliges Herrenhaus Lissomitz
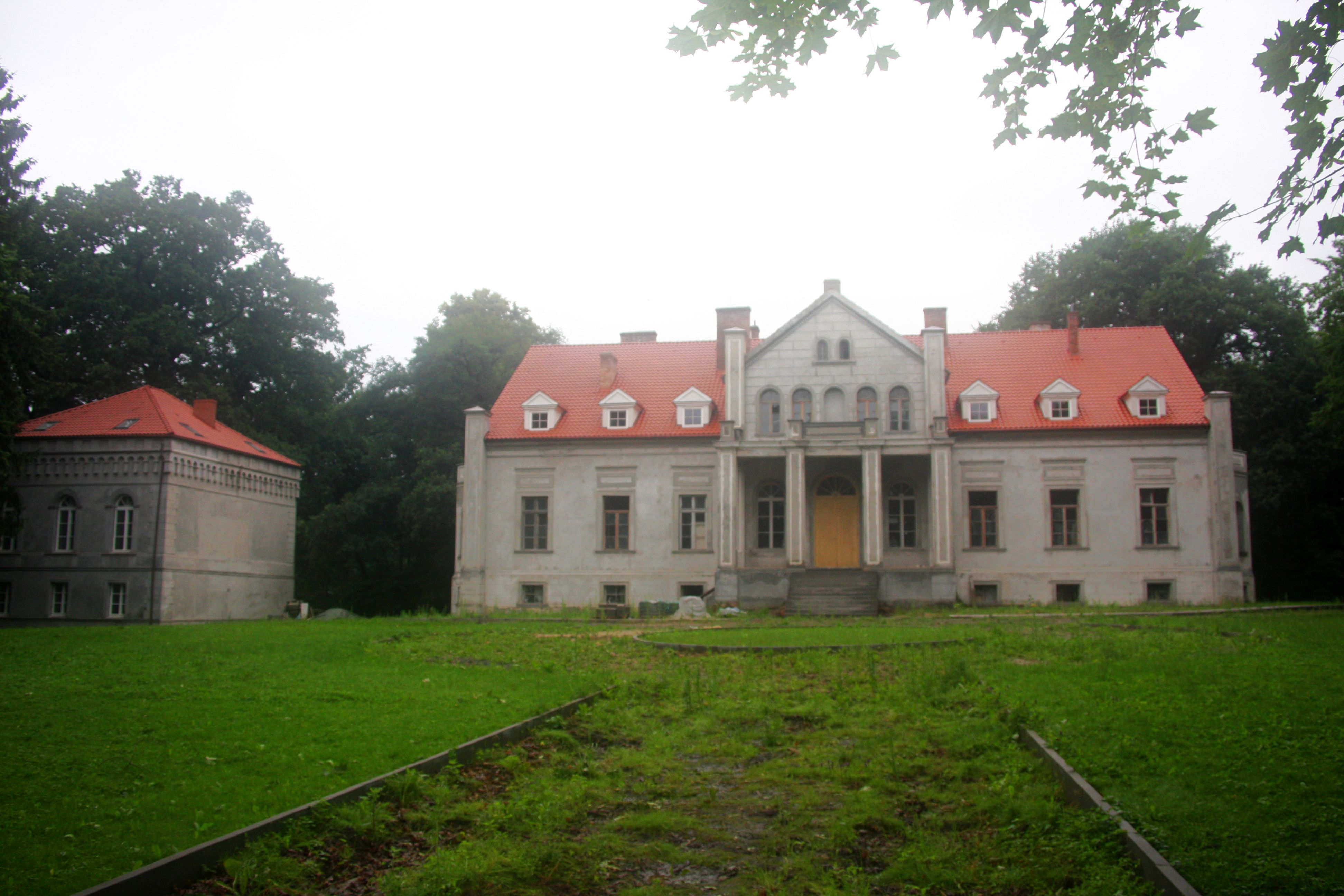
Ehemaliges Gutshaus Lesnia
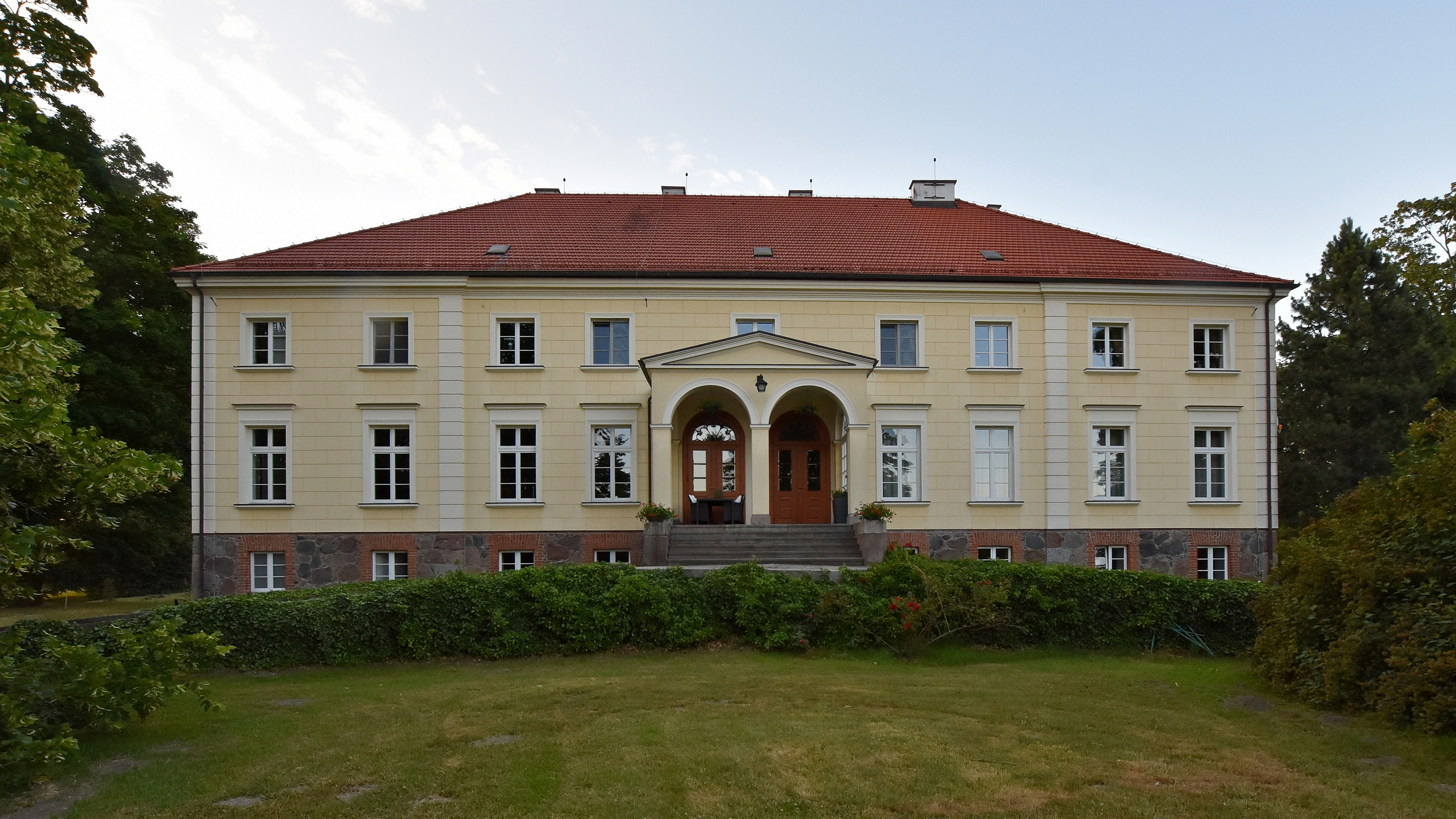
Ehemaliges Gutshaus Groß Podel
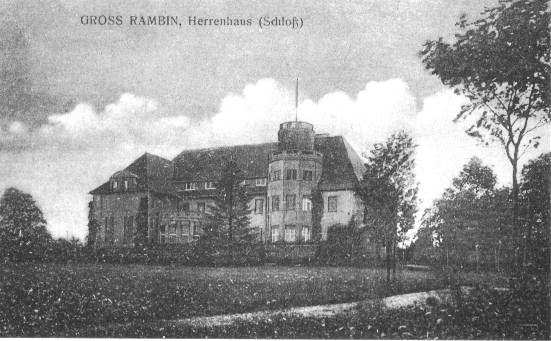
Ehemaliges Herrenhaus Rambin
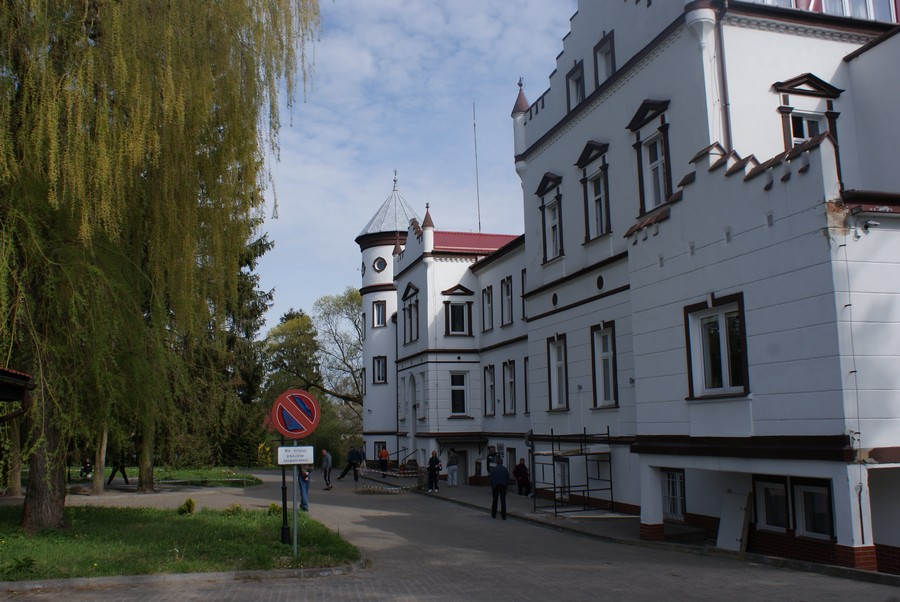
Ehemaliges Herrenhaus Standemin
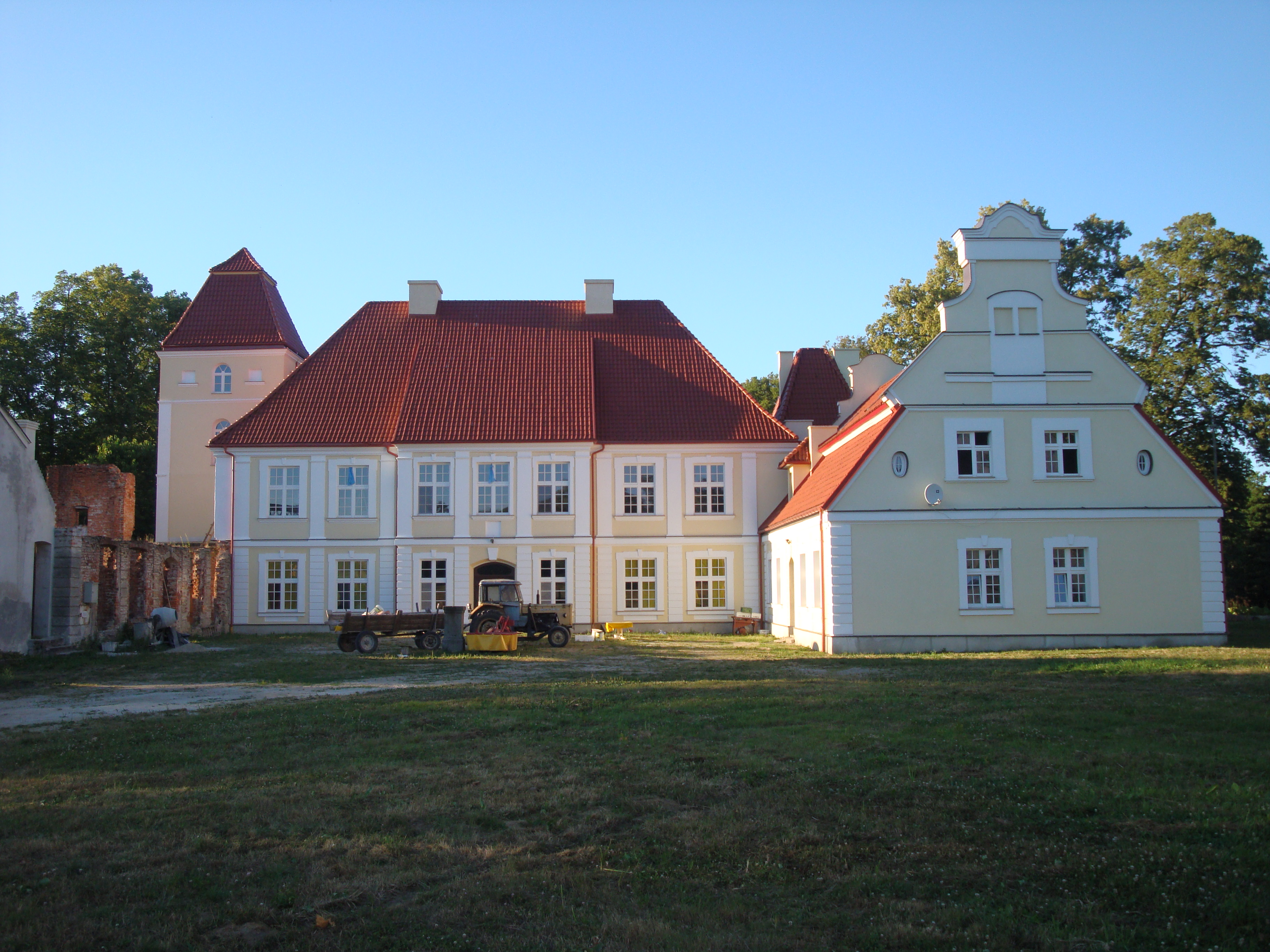
Ehemaliges Gutshaus Wollin
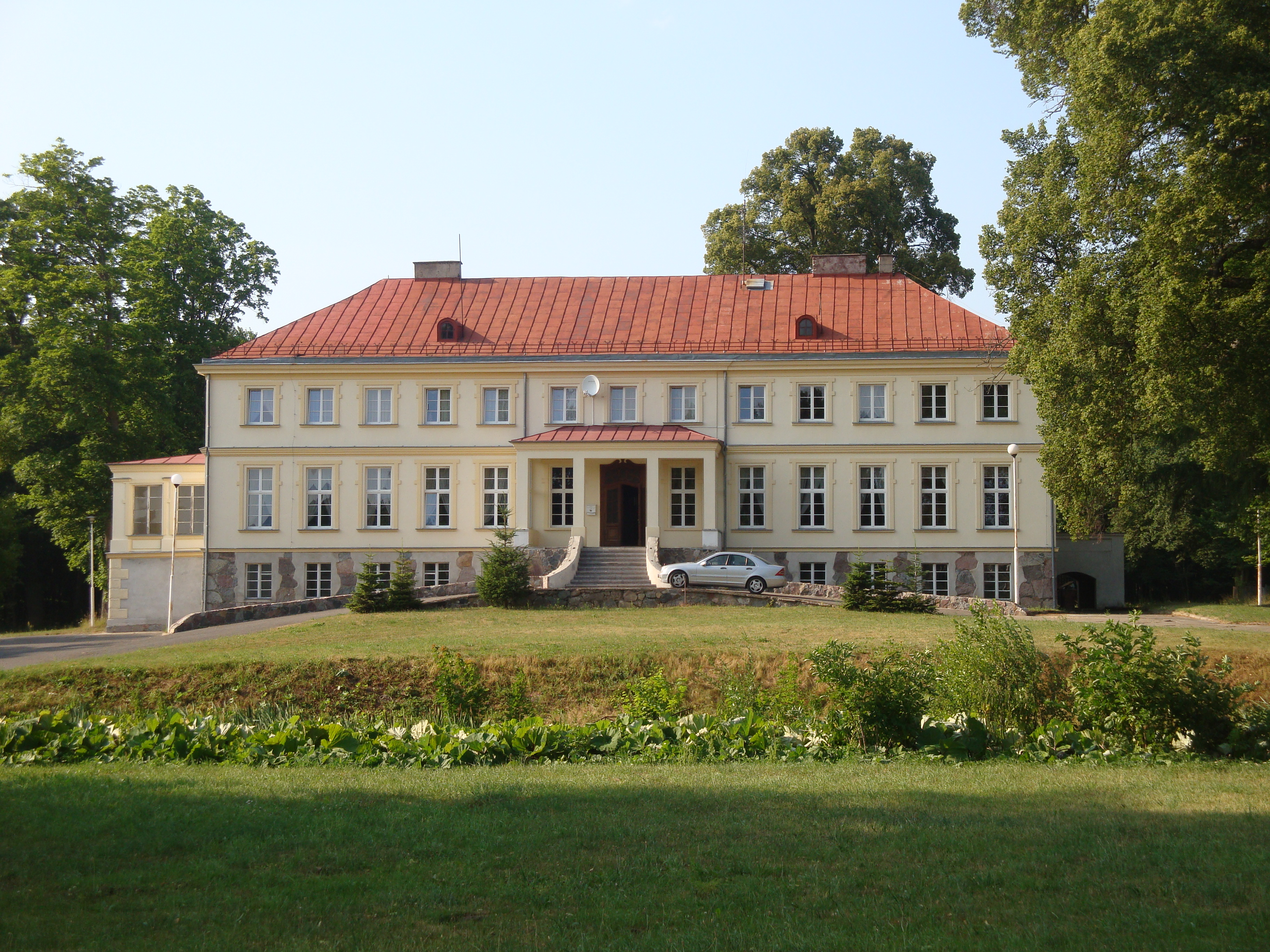
Ehemaliges Gutshaus Sorchow

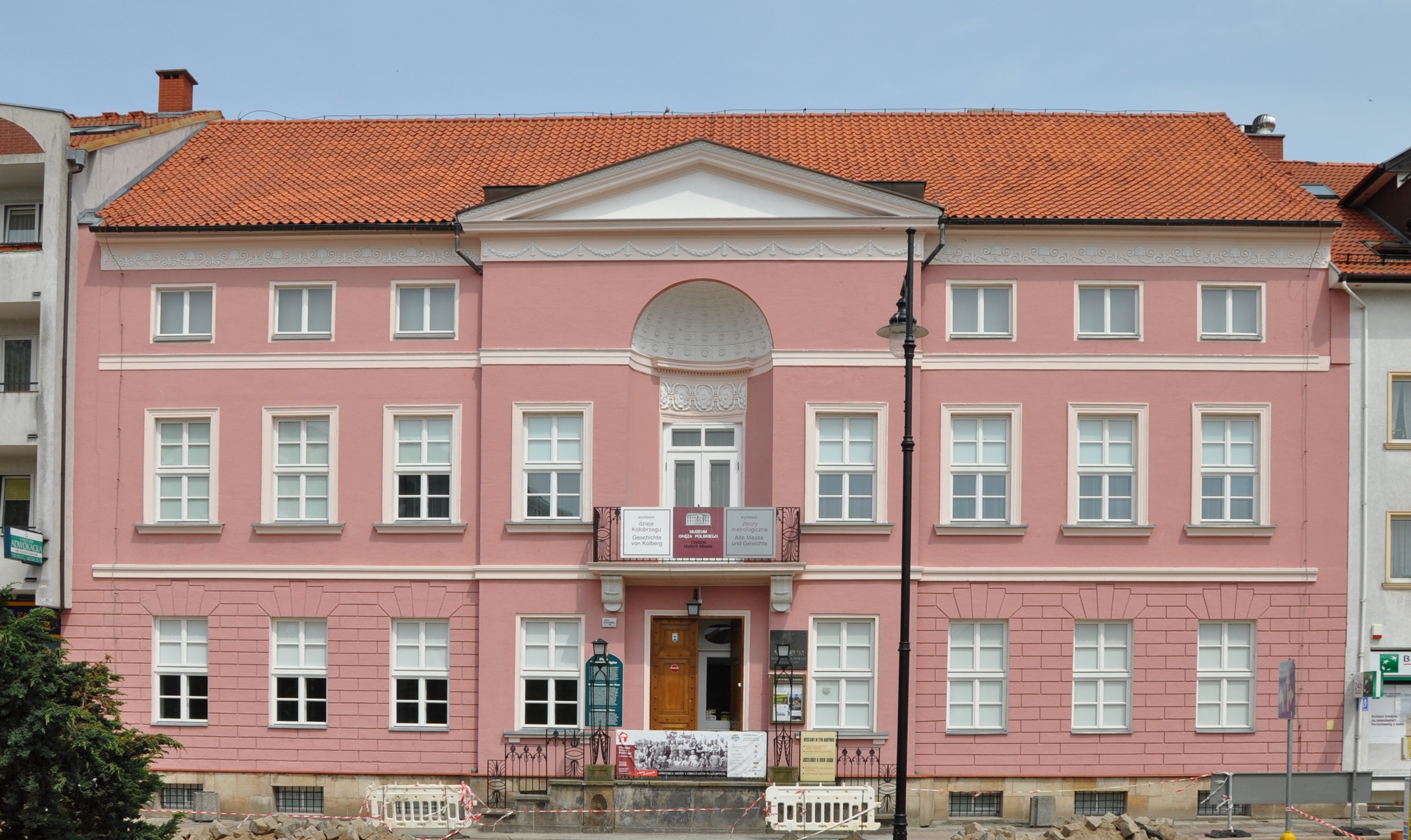
Braunschweigisches Haus in Kolberg

Keines der Kolberger Stadtgeschlechter hat so lange in der Stadt geblüht, wie das der Braunschweigs. Das so genannte Braunschweigische Haus in Kolberg, das längere Zeit durch die Braunschweigs bewohnt wurde, beherbergt heute das Stadtmuseum. Zudem lässt sich das Wappen der Familie am Kolberger Dom finden. Der Schlüssel für das reichgeschnitzte Familiengestühl im Dom befand sich noch bis 1945 im Besitz der Familie.

## Wappen

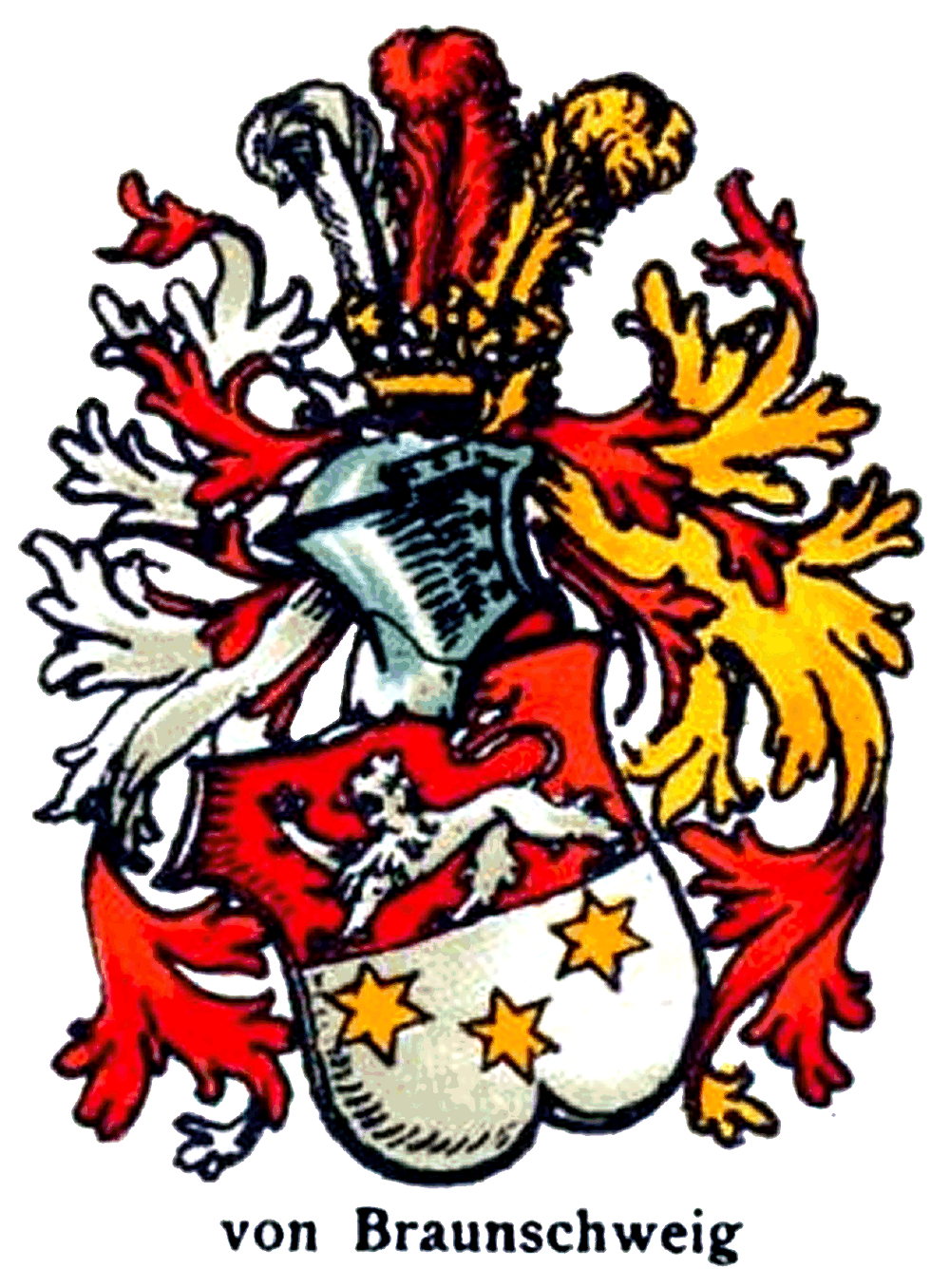
Wappen derer von Braunschweig

Das Wappen (1570, 1648) ist geteilt. Oben in Rot ein schreitender silberner Löwe (bzw. Leopard), unten in Silber 3 (2, 1) goldene Sterne. Auf dem gekrönten Helm mit silber-rot-goldenen Decken drei (silbern, rot, goldene) Straußenfedern.

## Angehörige
- David Vincenz Friedrich von Braunschweig (1711–1763), preußischer Landrat
- Christian Friedrich von Braunschweig (1720–1787), preußischer Generalmajor
- David Friedrich von Braunschweig (1744–1809), preußischer Landrat
- Ludwig Wilhelm von Braunschweig (1758–1838), preußischer Generalauditor der Armee und Geheimer Oberregierungsrat
- Georg Friedrich Wilhelm von Braunschweig (1775–1854), preußischer Generalmajor
- Ernst von Braunschweig (1844/1845–1907), deutscher Diplomat
- Georg Wilhelm von Braunschweig (1845–1911), preußischer General der Infanterie

## Lüneburger Familien von Braunschweig
In Lüneburg traten im Laufe der Jahrhunderte zwei wappenverschiedene Geschlechter mit dem Namen Braunschweig auf: 
Das ältere tritt zu Anfang des 14. Jh. in Lüneburg auf, stirbt jedoch zum Ausgang des 15. Jh. wieder aus. Ein Zusammenhang mit den pommerschen von Braunschweig ist nicht ersichtlich.
Das jüngere Geschlecht, welches das Wappen der pommerschen von Braunschweig vor der Wappenverbesserung (1570) führte, ist von Stettin kommend um 1568 in Lüneburg eingebürgert worden und 1732 ebd. erloschen.

## Baltische Familien von Braunschweig
Über die Zugehörigkeit oder Abstammung der wappenverwandten baltischen Familie von Braunschweig zu den Kolbergern besteht zumindest Unsicherheit. Aus dieser Familie besaß Formhold von Braunschweig 1858/1859 das Gut Welckenhof im Gouvernement Livland.
Obwohl eine Abstammung von den Kolbergern zeitweise erwogen wurde, ist diese für die ehemals bürgerliche Familie Braunschweig, welche ihre Stammreihe mit Johann Friedrich Braunschweig (1754–1816), kurländischer Hofschneider und Stadtrat in Mitau beginnt, sehr wahrscheinlich nicht gegeben. Sein Sohn, Johann Daniel von Braunschweig (1786–1857), russischer Kollegienrat, hat mit Diplom vom 27. Oktober 1837 den erblichen russischen Adel erhalten. Dessen Sohn Rudolf von Braunschweig (1820–1888) war russischer Geheimrat sowie Senator in Warschau und St. Petersburg. Er war mit Maria von Glasenapp (1833–1903) vermählt. Der Sohn dieser Ehe, Carl Daniel von Braunschweig, ließ sich am 13. Januar 1894 in das Livländische Gouvernements-Adelsgeschlechtsbuch in der VI. Klasse eingetragen.
Keine der beiden Familien war in einer Baltischen Ritterschaft immatrikuliert.

## Ungarische Brunsvik de Korompa
Für die wappenverschiedenen ungarischen Brunsvik de Korompa wurde eine eventuelle Abstammung von den pommerschen Braunschweig postuliert.